# Derby County Baseball Club
Pour les articles homonymes, voir Derby.
Le Derby County Baseball Club était un club britannique de baseball ayant joué jusqu'en 1898, quand le football devient le sport dominant dans la région. À l'époque le baseball rivalisait en popularité avec le golf.
C'est Francis Ley, un industriel, qui introduit le baseball dans le Derbyshire. À la suite d'une visite aux États-Unis en 1888, Ley se persuade que pour assurer une vie plus saine et plus productive à ses ouvriers, il serait bon d'investir dans une activité de détente. En effet il a observé aux États-Unis que les compagnies construisaient des terrains de baseball pour leurs employés. Ainsi, Laid fait construire Baseball Ground, un parc de 12 acres avec des installations pour le baseball et le cricket.

## Joueurs
- Steve Bloomer
- Jack Robinson

## Palmarès
- Championnat du Royaume-Uni: 1895, 1897, 1898.